# Ліга Націй
Лі́га Націй (англ. League of Nations; фр. Société des Nations [sɔsjete de nɑsjɔ̃]) — перша міжнародна міждержавна організація, створена з метою розвитку співробітництва, досягнення миру і безпеки між народами. На практиці основними завданнями були дотримання прав національних меншин і вирішення територіальних конфліктів у світі після Першої світової війни. Була заснована на Паризькій мирній конференції в 1919—1920 рр. Ініціатором її створення виступив 28-й президент США Вудро Вільсон.
Організація припинила своє існування у 1946 році, коли її функції були перейняті Організацією Об'єднаних Націй (утв. восени 1945).

## Структура та членство

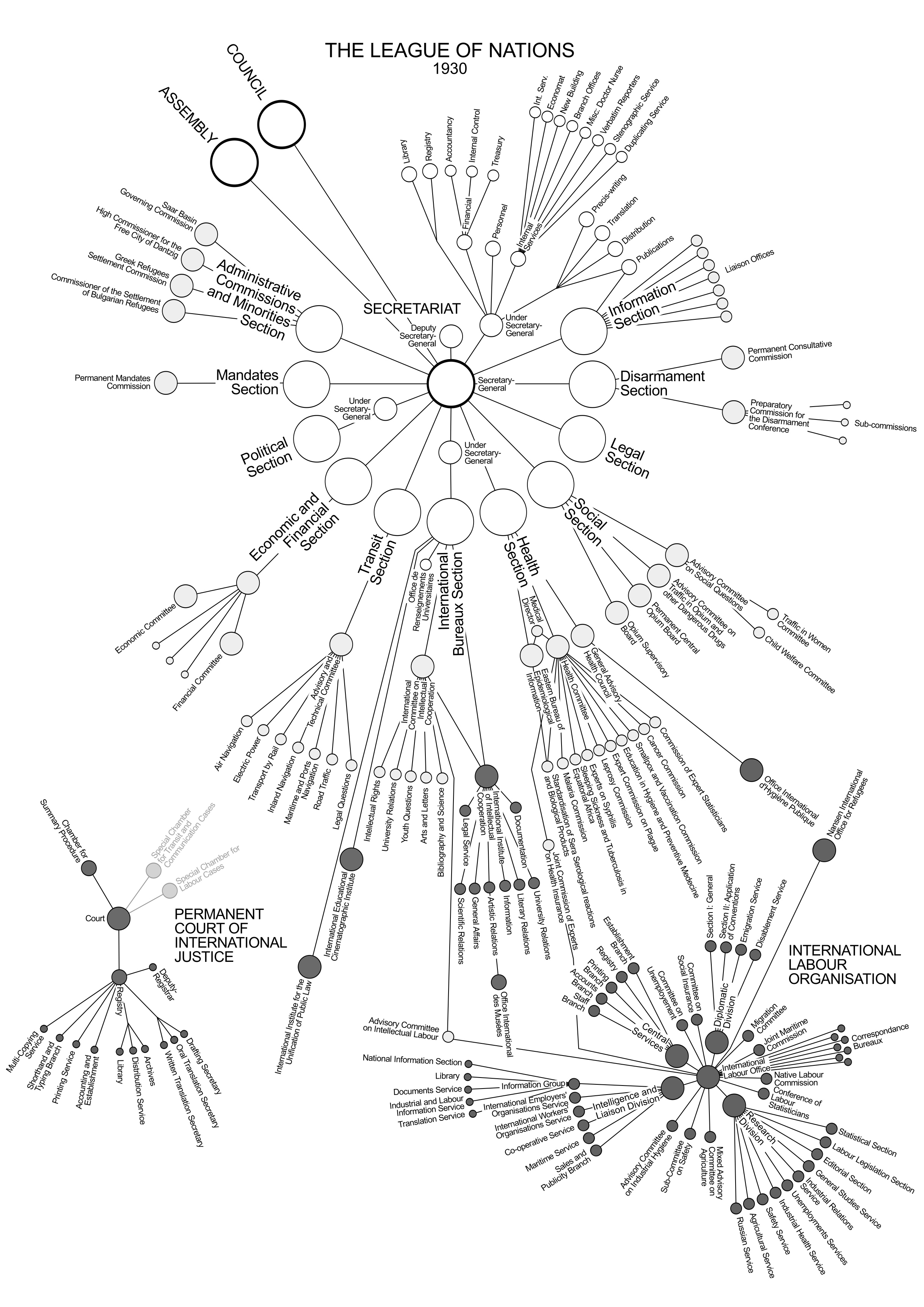
Організаційна структура Ліги Націй

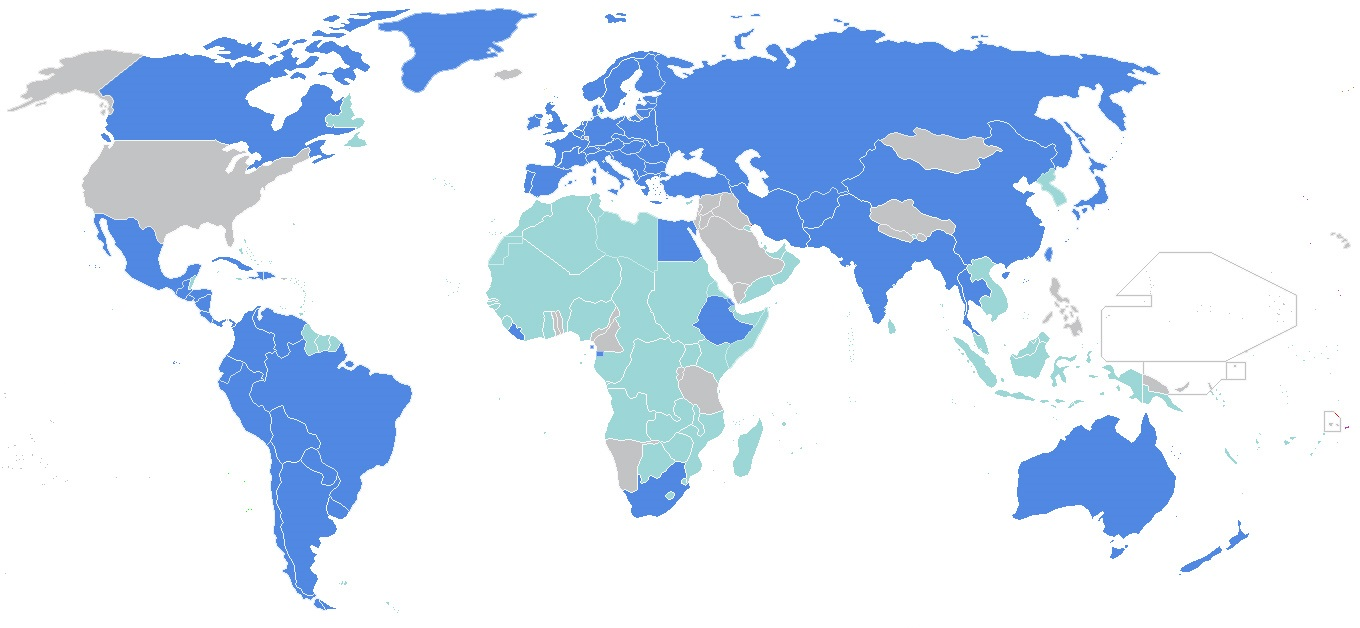
Держави, які були членами Ліги Націй
Держави, які були колоніями Ліги Націй
Держави, які не були членами Ліги Націй

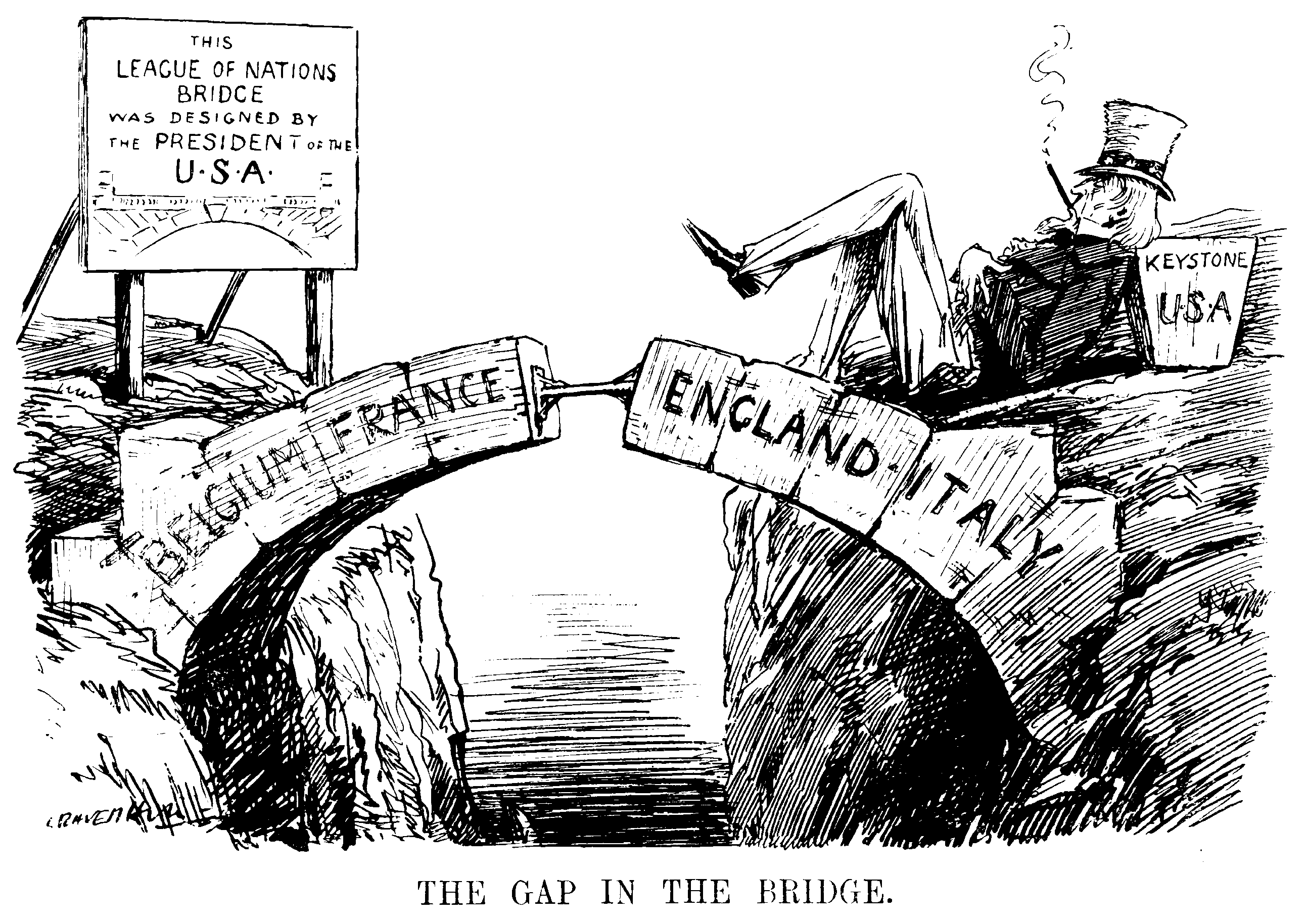
Карикатура «Прогалина у мосту» з журналу Punch від 10 грудня 1920, яка висміює США через її не бажання приєднатися до створеної нею Ліги Націй; в центрі світлини недобудований міст, на лівому березі табличка з написом «Цей міст Ліги Націй спроектував президент США», на правому — Дядько Сем, що лежить на наріжному камені та смалить

Згідно зі статутом Ліги Націй, її засновниками вважались держави-переможці у Першій світовій війні 1914–1918 рр., а також новостворені країни Польська республіка, Чехословацька республіка і Королівство Хіджаз. Спочатку членами цієї організації стали 44 країни, згодом їх кількість збільшилася до 52. Статут Ліги Націй був складовою всіх післявоєнних мирних договорів. Основними органами Ліги Націй були: асамблея (збори) представників усіх членів організації, Рада Ліги, а також постійний Секретаріат на чолі з Генеральним секретарем. Місце розташування штаб-квартири — Женева.
Асамблеї Ліги Націй скликали щорічно. Представники кожної держави мали на засіданнях один голос незалежно від кількості населення і величини території країни. Рішення асамблеї приймались одноголосно, за винятком спеціально обумовлених. Такий підхід призводив до численних безплідних дискусій і компромісів, неефективних рішень та врешті до послаблення впливу Ліги Націй на міждержавні стосунки і розв'язання міжнародних конфліктів. До Ради Ліги Націй входили четверо постійних членів (Велика Британія, Французька республіка, Королівство Італія, Японська імперія) та четверо непостійних, яких щорічно переобирали.
- Аргентина
- Бельгія
- Болівія
- Бразилія
- Велика Британія
  -  Австралія
  -  Канада
  -  Індія
  -  Нова Зеландія
  -  Південно-Африканський Союз
- Чилі
- Китай
- Колумбія
- Куба
- Чехословаччина
- Данія
- Сальвадор
- Франція
- Греція
- Гватемала
- Гаїті
- Гондурас
- Італія
- Японія
- Ліберія
- Нідерланди
- Нікарагуа
- Норвегія
- Панама
- Парагвай
- Іран
- Перу
- Польща
- Португалія
- Румунія
- Таїланд
- Іспанія
- Швеція
- Швейцарія
- Уругвай
- Венесуела
- Югославія
- Австрія (1920)
- Болгарія (1920)
- Коста-Рика (1920)
- Фінляндія (1920)
- Люксембург (1920)
- Албанія (1920)
- Естонія (1921)
- Латвія (1921)
- Литва (1921)
- Угорщина (1922)
- Ірландія (1923)
- Ефіопія (1923)
- Домініканська Республіка (1924)
- Німеччина (1926)
- Мексика (1931)
- Туреччина (1932)
- Ірак (1932)
- СРСР (1934)
- Афганістан (1934)
- Еквадор (1934)
- Єгипет (1937)

## Завдання

### Вирішення міждержавних конфліктів
У разі виникнення загрози конфліктів між членами Ліги Націй, питання ставили на розгляд Ради або третейського суду незацікавлених країн. За необхідності всі країни, члени Ліги Націй, були зобов'язані розірвати з агресором усі економічні й культурні зв'язки, оголосити йому загальну блокаду. Криза діяльності Ліги Націй особливо яскраво проявилася після провалу міжнародної конференції з роззброєння, коли Німеччина та Японська імперія в 1933 р. вийшли з її складу. СРСР використовував її не так для реального вирішення міжнародних конфліктів, як трибуну для політичної пропаганди. Безпомічність Ліги Націй проявилася при обговоренні скарг на японську агресію проти Республіки Китай, розпочату в 1931 р., італійську проти Ефіопської імперії (1935–1936), радянську проти Фінляндії (1939–1940). Ліга Націй не зуміла прийняти жодного ефективного рішення проти агресорів[джерело?]}. Виключення СРСР з організації в грудні 1939 р. було кроком відчаю, а не реальною допомогою жертві агресії[джерело?]}.

### Права нацменшин і українське питання
До завдань Ліги Націй входила оборона прав національних меншин, гарантованих міжнародними договорами, які підписали країни, що окупували українські землі. Еміграційні уряди УНР і ЗУНР, українські парламентарі неодноразово зверталися до Ліги Націй зі скаргами на порушення прав і свобод на окупованих українських землях місцевими урядами Польської республіки, Румунського королівства і СРСР. Взявши до уваги протест Євгена Петрушевича, Ліга Націй у своїй ухвалі від 23 лютого 1921 р. визнала, що Східна Галичина перебуває під польською воєнною окупацією і засудила антиукраїнську політику варшавського керівництва. У вересні 1933 р. Ліга Націй провела таємне засідання з приводу голодомору в Українській СРР. Ухвалені рішення були декларативними та не мали реального впливу на ситуацію. До компетенції Ліги Націй входила також опіка над емігрантами. Емігрантське бюро, очолюване визначним норвезьким вченим і дипломатом, лауреатом Нобелівської премії Фрітьофом Нансеном, надавало допомогу політичним емігрантам із Наддніпрянської України.
Інтереси українського народу в установах Ліги Націй в 1921–1924 рр. обстоювали також Українське товариство прихильників Ліги Націй та Західно-Українське товариство Ліги Націй (голова Володимир Залізняк, пізніше Роман Перфецький), які входили у всесвітній союз товариств-прихильників Ліги Націй. Неофіційним представником уряду УНР в екзилі при Лізі Націй був Олександр Шульгин. Проте, після визнання Ліонським Конгресом Міжнародного Союзу Ліги Націй ухвали Ради послів держав Антанти про входження Східної Галичини до складу Польської республіки, українські товариства, відкинувши пропозиції стати відділом польського товариства, на знак протесту в 1924 р. вийшли зі складу Міжнародного союзу. У ставленні до українського питання, як і загалом до інших національних проблем, Ліга Націй проявляла непослідовність, не здійснювала контроль за реалізацією ухвалених нею резолюцій. Складна система ухвалення рішень, відсутність механізму їх впровадження, декларативність і суперечливість окремих документів Ліги Націй зумовили її безсилість супроти агресорів на кшталт Німеччини та СРСР і врешті призвели до остаточного краху з початком Другої світової війни 1939—1945 рр. Формально Ліга Націй припинила свою діяльність у 1946 р.

## Мандати
Мандати Ліги Націй були затвердженні у статті 22 Угоди Ліги Націй. Ці території, раніше колонії Німецької імперії й Османської імперії, було поділено і віддано на спостереження Ліги після Першої світової війни. Існували мандати трьох категорій:
Мандат «A» (перша категорія): території, що досягли певної стадії розвитку і могли були визнані незалежними; здебільшого, це колишні частини Османської імперії.
Мандат «B» (друга категорія): території, що «перебували в такій стадії, що обов'язково мають бути під контролем Ліги Націй за умов, що гарантують:
- свободу совісті й релігії,
- підтримку соціального контролю і суспільної моралі,
- перевірку наявності зловживань, як-от работоргівлі, руху зброї й алкоголю,
- запобігання будівництва фортифікацій і створення військових та морських сил,
- сприяння торгівлі.»

Мандат «C» (третя категорія): території, «які, унаслідок розкиданості їхнього населення, нечисленності чи віддаленості країн від центрів цивілізації, географічної суміжності з територією Відповідальної держави, або через інші обставини, найкраще будуть адмініструватися за законами Відповідальної держави.»
Території управлялися «Відповідальними державами», як наприклад Сполученим Королівством, яке мало Палестинський мандат, і Південноафриканським Союзом, який мав мандат на Південно-Західну Африку, доти, коли території буде визнано здатними до самоврядування. Чотирнадцять підмандатних територій було поділено між шістьма Відповідальними державами: Великою Британією, Французькою республікою, Бельгією, Новою Зеландією, Австралією і Японською імперією. На практиці підмандатні території вважали колоніями, а критики називали їх трофеями війни. За винятком Іраку, який приєднався до Ліги 3 жовтня 1932 р., ці території не набули незалежності до Другої світової війни. Цей процес не завершився навіть до 1990 року. Після Другої Світової, більшість підмандатних територій, що залишилися, стали Підопічними територіями Організації Об'єднаних Націй.
Окрім мандатів, Ліга безпосередньо управляла Саарландом 15 років, перед тим, як землю було повернено Німеччині за результатами плебісциту, і вільним містом Данцигом (зараз Гданськ, Польща) з 15 листопада 1920 до 1 вересня 1939 р.

## Успіхи

### Аландські острови
Аландські острови — архіпелаг із 6500 островів між Швецією і Фінляндією. Острови мали шведськомовне населення, але в 1809 р. Швеція передала як Фінляндію, так і Аландські острови, Російській імперії. Коли Фінляндія оголосила незалежність у грудні 1917 р. після Жовтневого перевороту, більшість населення Аландських островів висловилась за те, щоб знову стати частиною Швеції; Фінляндія, проте, вважала, що острови є частиною нової фінської держави, оскільки росіяни долучили їх до Фінляндського генерал-губернаторства, сформованого в 1809 р. Шведський уряд порушив це питання перед Лігою в 1921 р., яка визначила, що острови мають бути частиною Фінляндії, але управлятися автономно.

### Албанське князівство
Кордон між Албанським князівством і Королівством сербів, хорватів і словенців збережено в суперечці після Паризької мирної конференції у 1919 р., коли югославські війська зайняли частину албанської території. Ліга послала комісію представників до регіону. Комісія зробила висновки на користь Албанії, і югославські сили відійшли за межі визначеного кордону. Війни вдалося уникнути.

### Верхня Сілезія
За Версальським договором мало бути організовано плебісцит про приналежність Верхньої Сілезії, який мав визначити, має територія належати Німецькій Державі чи Польській республіці. Дискримінація і застосування сили проти поляків призвели до низки сілезьких повстань (1919 і 1920). У плебісциті приблизно 59,6% (близько 500 000) голосів було віддано за об'єднання з Німеччиною, і цей результат призвів до Третього сілезького повстання у 1921 р. Ліга взялася за врегулювання конфлікту. У 1922 р., після шеститижневого розслідування представники Ліги дійшли висновку, що землю треба поділити; цю ухвалу прийняли як країни, так і більшість населення Верхньої Сілезії.

### Мемель
Портове місто Мемель, або зараз Клайпеда, і Клайпедський край були під контролем Ліги після Першої світової війни і управлялися французьким генералом протягом трьох років. Хоча населення було здебільшого німецьким, литовський уряд висловив претензії на території, і литовські сили увійшли до краю в 1923 р. Ліга погодилася віддати землю навколо Мемеля Литві, але оголосила, що порт має зберегти статус міжнародної зони; Литва погодилася. Цю ухвалу спочатку вважали невдачею (Ліга виступала проти використання сили), але збереження міжнародного статусу порту, без істотного кровопролиття, стало успіхом Ліги.

### Грецька республіка і Болгарське царство
Після інциденту між прикордонниками на кордоні між Грецькою республікою і Болгарським царством у 1925 р. грецькі солдати вдерлися на терени Болгарії. Болгарія наказала своїм солдатам забезпечити тільки видимість опору, довіряючи Лізі врегулювати суперечку. Ліга дійсно засудила грецьке вторгнення і закликала як до виведення грецьких військ, так і до компенсації на користь Болгарії. Греція поступилася, але скаржилася на Корфу (див. нижче).

### Саар
Саар була провінцією, сформованою з частини Пруссії і Рейнланд-Пфальцу під владою Ліги, після підписання Версальського договору. Плебісцит мав відбутися через п'ятнадцять років після Версальського договору, щоб визначити, має регіон належати Німеччині чи Франції. Референдум відбувся 1935 р., 90,3% голосів були на користь Німеччини, тож земля знову стала частиною Німеччини.

### Мосул
Ліга вирішила суперечку між Британським мандатом у Месопотамії і Туреччиною, щодо контролю над колишньою османською провінцією Мосул у 1926 р. Велика Британія отримала від Ліги Націй A-мандат над Месопотамією в 1920 р. і тому представляла Месопотамію в її закордонних справах, Мосул належав Месопотамії; з іншого боку, нова Турецька республіка претендувала на цю провінцію як на частину її історичної прабатьківщини. Трьох представників комітету Ліги Націй було відправлено до регіону в 1924 р., щоб вивчити ситуацію. У 1925 р. Ліга рекомендує приєднати регіон до Месопотамії, за умови, що Велика Британія зберігає мандат над Месопотамією ще 25 років, щоб гарантувати автономні права курдського населення. Рада Ліги прийняла рекомендацію 16 грудня 1925 р., щоб віддати Мосул Месопотамії. Велика Британія, Месопотамія і Туреччина підписали договір про передання Мосула Месопотамії 5 червня 1926 р.

### Ліберія
Чутки про рабство в незалежній африканській країні Ліберія примусили Лігу почати розслідування, особливо щодо використання примусової праці у Firestone Tire and Rubber Company на гумових плантаціях у цій країні. У 1930 р. Ліга отримала інформацію, що багато урядових посадових осіб залучено до продажу робочої сили; це призвело до відставки президента Чарльза Кінга, його віце-президента і багатьох інших урядовців. Ліга погрожувала встановити опікунство над Ліберією, якщо реформи проваляться.

### Колумбія і Перу
Після декількох прикордонних конфліктів між Колумбією і Перу на початку XX сторіччя і перуанського захоплення колумбійського міста Летиція 1 вересня 1932 р. розпочався збройний конфлікт між двома державами. Після місяців дипломатичних суперечок дві держави визнали посередництво Ліги Націй. Тимчасова мирна угода, підписана обома сторонами в травні 1933 р., запросила Лігу прийняти на себе контроль спірної території, поки тривали двосторонні переговори. У травні 1934 р. було підписано завершальну мирну угоду, встановлюючи повернення Летиції до Колумбії, формальне вибачення Перу за вторгнення у 1932 р., демілітаризацію області навколо Летиції, безкоштовну навігацію Амазонкою і Путумайо та договір про ненапад.

### Інші успіхи
Ліга також боролася з міжнародною торгівлею опіумом і сексуальним рабством, полегшувала становище біженців, особливо в Туреччині у період до 1926 р. Одним із її нововведень у цій області було 1922 р. введення паспорта Нансена, який був першим міжнародно визнаним посвідченням особи без громадянства для біженців.

## Невдачі

### Цешин
Заолжя (нім. Teschener Schlesien, чеськ. Těšínské Slezsko, пол. Śląsk Cieszyński) — регіон Польщі і сьогоднішньої Чехії, відомий вугільною промисловістю. Чехословацькі солдати захопили регіон у 1919 р., поки Польща захищала себе від вторгнення Радянської Росії. Ліга втрутилася, поділивши регіон. Польща мала перебрати контроль над більшою частиною регіону, а Чехословаччина мала контролювати частину регіону із найціннішими вугільними шахтами і залізницею, що сполучає Чехію і Словаччину. Місто ділилося на польський Цешин і чеський Чеські-Тешин. Польща відмовилася ухвалити це рішення; хоча не було ніякого подальшого насильства, дипломатична суперечка тривала ще 20 років. Зрештою ситуація призвела до польської військової анексії Чеські-Тешин у 1938 р.

### Вільно
Після Першої світової війни Польща і Литва здобули знов незалежність, яку вони втратили після Третього поділу Речі Посполитої у 1795 р. Хоча країни мали сторіччя загальної історії у Речі Посполитій, у Литві ширився націоналізм, запобігаючи відновленню колишньої об'єднаної держави. Місто Вільно (литовська Vilnius, польська Wilno) було проголошено столицею Литви. Хоча Вільнюс був культурно-політичним центром Великого Князівства Литовського, починаючи з 1323 р., більшість населення у XX сторіччі була польською.
Протягом Польсько-радянської війни у 1920 р. польська армія узяла контроль над містом. Незважаючи на заяву поляків, що мешкали у місті, Ліга попросила Польщу вивести війська; поляки цього не зробили. Місто і його околиці було проголошено окремою державою Серединною Литвою і 20 лютого 1922 р. місцевий парламент ухвалив Акт Об'єднання: місто об'єднали з Польщею як столицю Вільненського воєводства. Теоретично, британські та французькі війська могли виконати ухвалу Ліги; проте Франція не бажала протистояння з Польщею, яку вважали можливим союзником у майбутній війні проти Німеччини або Радянського Союзу. Як Британія, так і Франція були зацікавлені використовувати Польщу як буферну зону між Європою і комуністичною Росією. Врешті Ліга визнала Вільно польським містом 15 березня 1923 р. Поляки володіли ним аж до радянського вторгнення у 1939 р.
Литовський уряд відмовлявся визнати польську владу над Вільно і вважав це місто конституційною столицею до Польського ультиматуму Литві у 1938 р., коли Литва встановила дипломатичні відносини з Польщею і тому де-факто визнала кордони свого сусіда.

### Вторгнення до Руру 1923 р.
За Версальським договором Німеччині довелося сплатити відшкодування. Його можна було сплатити грошима або товарами з обумовленого переліку; проте в 1922 р. Німеччина не змогла здійснити оплату. В наступному році Франція і Бельгія вдерлися в індустріальне серце Німеччини, Рур, незважаючи на те, що це було прямим порушенням правил Ліги. З Францією, що входила до складу Ради Ліги, і Британією, що не наважувалася закликати до порядку свого близького союзника, нічого не було зроблено. Це був істотний прецедент для подальшого невиконання вимог Ліги.

### Конфлікт на Корфу
Одне головне прикордонне поселення залишилося територіально невизначеним після Першої світової війни на кордоні між Грецьким королівством і Албанським князівством. Ліга взялася врегулювати суперечку. Рада призначила італійця Енріко Телліні спостерігачем. 27 серпня 1923 р., під час огляду грецької сторони кордону, Телліні та його штат було вбито. Італійський лідер Беніто Муссоліні зажадав відшкодування від Грецького королівства та видання вбивць. Греки відмовилися.
31 серпня італійські війська зайняли острів Корфу, частину Греції, вбивши п'ятнадцять осіб. Спочатку Ліга засудила вторгнення Муссоліні, але рекомендувала Грецькому королівству виплатити компенсацію, поки вбивць Телліні не буде знайдено. Хоча Муссоліні спочатку був згоден з ухвалою Ліги, він здійснив спробу його змінити. Працюючи з Радою послів, він зумів змусити Лігу змінити її ухвалу. Грецьке королівство було змушене вибачитися і негайно виплатити компенсацію.

### Захоплення Маньчжурії, 1931–1933
Дії Ліги Націй, пов'язані із захопленням Маньчжурії Японською імперією, були однією з головних невдач Ліги. Пов'язані з ним дії Японії стали приводом для вилучення її з організації. У мукденському інциденті, також відомому як «Маньчжурський інцидент», Японська імперія мала контроль над Південно-Маньчжурською залізницею в китайському регіоні Маньчжурія. Японці стверджували, що китайські солдати 18 вересня 1931 р. вчинили саботаж на залізниці, що була головною торговельною артерією між двома країнами. Фактично ж саботаж чинили офіцери японської Квантунської армії без відома уряду Японії, що зумовило вторгнення до Маньчжурії, де було створено частково маріонетковий уряд, а країна дістала назву Маньчжоу-го. Цю нову країну визнали лише Італія та Німеччина; решта світу вважала Маньчжурію частиною Китаю. 1932 року японська військова та морська авіація бомбардувала китайське місто Шанхай, під час інциденту 28 січня.
Китайський уряд звернувся за допомогою, стверджуючи, що вторгнення японців не мало законних підстав. Після довгої подорожі представників Ліги Націй на судні посадові особи ознайомилися зі становищем; японці стверджували, що вони діяли задля підтримання миру в регіоні. Незважаючи на повагу до Японії у Лізі Націй, Доповідь Лайтона стверджувала неправомірність дій Японії і необхідність повернення Маньчжурії Китаю. Проте перед голосуванням у Лізі Японія заявила про намір вторгнення до Китаю. На 42-й сесії 1933 року Японія заявила про вихід із Ліги Націй.
Згідно зі статутом, Ліга Націй мала вжити економічних санкцій щодо Японії або, зібравши війська, оголосити війну проти неї. Проте, внаслідок дій Конгресу США, що проголосував проти санкцій Ліги, економічні санкції втратили свою ефективність. Вони стали безглуздими, оскільки будь-яка держава могла торгувати під прапором США. Армію Ліга не змогла зібрати через егоїзм багатьох її членів. Країни на кшталт Британії та Франції не хотіли збирати війська, щоб Ліга використовувала їх у власних справах. Японії було залишено Маньчжурію, поки Червона Армія СРСР не окупувала її та не повернула Китаю наприкінці Другої світової війни (1945).

### Війна Гран-Чако, 1932–1935
Ліга була не в змозі запобігти Чакській війні між Болівією і Парагваєм у 1932 р. у посушливому регіоні Гран-Чако Південної Америки. Хоча регіон був малонаселеним, володіння регіоном давало контроль над річкою Парагвай, яка надавала би одній з двох країн, що не мали виходу до моря, вихід до Атлантичного океану. Існувало також припущення (що не підтвердилося) про наявність у Гран-Чако нафти. Прикордонні сутички наприкінці 1920-х років досягли апогею у вигляді війни в 1932 р., коли болівійська армія, виконуючи наказ президента Даніело Саламанчі Урея, напала на парагвайський гарнізон Ванґуардія. Парагвай апелював до Ліги Націй, але Ліга не вжила заходів.
Війна була лихом для обох сторін, вганяючи їх в економічну кризу. На 12 червня 1935 р., час підписання перемир'я, Парагвай захопив контроль над більшістю регіону. Це було визнано умовами перемир'я (1938), за якими Парагвай отримав три чверті Північного Чако.

### Італійське вторгнення в Абісинію, 1935–1936
У жовтні 1935, Беніто Муссоліні послав П'єтро Бадольо і 400-тисячне військо для вторгнення в Ефіопську імперію. Італійські війська легко завдали поразки погано озброєним абісинцям, і захопили Аддис-Абебу в травні 1936 р., змусивши імператора Хайле Селассіє I втекти. Італійці використовували проти абісинців хімічну зброю (іприт) і вогнемети.
Ліга Націй засудила агресію Італії та наклала економічні санкції в листопаді 1935 р., але санкції були значною мірою неефективні, оскільки Стенлі Балвін, британський прем'єр-міністр, згодом зазначив, що ніхто не мав військ під рукою, щоб протидіяти італійському нападу. 9 жовтня 1935 р., США (що не були членом Ліги) відмовилися співпрацювати з Лігою.
У грудні 1935 р. було узгоджено угоду Хора-Лаваля, яка була спробою британського міністра закордонних справ Хора і французького прем'єр-міністра Лаваля завершити конфлікт в Абісинії. За планом, Абісинію мали поділити на два сектори, Італійський і Абісинський. Муссоліні був готовий її підписати, проте угода викликала хвилю протестів через витік інформації про Договір як у Британії, так і у Франції. Уряди цих країн відмовилися від підписання цієї угоди.

### Громадянська війна в Іспанії, 1936–1939
17 липня 1936 р. розпочався збройний конфлікт між іспанськими республіканцями (лівий уряд Іспанії) і націоналістами (Франциско Франко) — бунтівниками, офіцерами іспанської армії. Альверз дель Вайо, іспанський міністр закордонних справ, апелював до Ліги у вересні 1936 р., закликаючи війська Ліги захистити територіальну цілісність і політичну незалежність Іспанії. Проте Ліга не змогла ні безпосередньо взяти участь у громадянській війні в Іспанії, ні запобігти іноземному втручанню в конфлікт. Гітлер і Муссоліні продовжували допомагати генералу Франко і повстанцям-націоналістам, Радянський Союз брав участь на стороні іспанських республіканців. Ліга спробувала заборонити втручання добровольців.